# Dominique Pierrat
Pour les articles homonymes, voir Pierrat.
Dominique Pierrat, né le 11 février 1820 à Gerbamont dans le département des Vosges et mort le 19 novembre 1893 dans la même commune, était un instituteur et naturaliste français connu pour ses études botaniques et zoologiques dans les Vosges.

## Biographie
Il a été membre de la Société linnéenne de Normandie et de la Société d'histoire naturelle de Colmar. Avec le botaniste Jean-Nicolas Boulay, il a fourni de nombreuses descriptions de plantes du genre Ronces. Dans le domaine de l'ornithologie, il est l'auteur du Catalogue d'oiseaux vus en Alsace et les Vosges, 1877. Dans le domaine de l'entomologie, il est auteur du Catalogue des Orthoptères observés en Alsace et dans la chaîne des Vosges (Catalogues de criquets, sauterelles, grillons... vus en Alsace et dans le Vosges, 1877).